# Digitalni aktivizam
,,Digitalni aktivizam najopštije rečeno, podrazumeva korišćenje digitalnih tehnologija za ostvarivanje društvenih ili političkih promena, i omogućava građanima brzo povezivanje i reagovanje na zajedničke probleme.’’ Digitalni aktivizam se pokazao kao moćno sredstvo političke mobilizacije, ali takođe se pokazao kao novo sredstvo koje pruža nove načine za angažovanje građanstva. Digitalni aktivizam je još poznat kao Web aktivizam, Onlajn aktivizam, Onlajn organizovanje, E-aktivizam, E – peticije. Aktivizam preko interneta podrazumeva korišćenje savremenih tehnologija kao što su društveni mediji, podkastovi za različite oblike participacije građana, kako bi se omogućila brža i efikasnija komunikacija sa pokretima, nevladinim organizacijama, i krajnje, kako bi neki oblici rešenja došli do institucija.
,,Aktivizam (l. activus, agere delati, raditi) je filozofsko shvatanje da je za napredak čovečanstva od naročite važnosti razuman i stalan uticaj čovečjeg znanja i htenja na kulturu i život uopšte; praktično, aktivizam je etički zahtev da čovek ne sme da miruje sve dotle dok priroda čovekova, njegovim stalnim nastojanjem, ne dospe do potpunog samosaznanja i samostalnosti.’’
,,Aktivizam je planirano ponašanje da bi se postigli socijalni ili politički ciljevi kroz aktivnosti kakve su podizanje svesti, stvaranje koalicija, vođenje političkih kampanja, proizvodnja propagandnog materijala, stvaranje publiciteta, kao i preduzimanje drugih akcija kako bi se uticalo na socijalne promene’’
,,Aktivista je pojedinac koji se bavi aktivizmom a čije akcije imaju za cilj socijalnu promenu. U socijalnom radu „uloga aktiviste“ može značiti i odbacivanje tzv. „objektivnog“ ili neutralnog stanovišta u cilju preduzimanja određenih akcija u korist klijenta i promenu socijalnog sistema, naročito onih normi koje neposredno ili posredno štete ili mogu štetiti klijentima.’’

## Normativni okvir
Normativni okvir može da se svede ustavnim i nadnacionalnim deklaracijama, i jemčenju ljudskih prava kao što su sloboda izražavanja, prikupljanja i davanja informacija i kao prava učešća građana u državnim poslovima, posredno ili neposredno.

### Međunarodni okvir
Univerzalna deklaracija o ljudskim pravima - ,,Svako ima pravo na slobodu mišljenja i izražavanja, što obuhvata i pravo da ne bude uznemiravan zbog svog mišljenja, kao i pravo da traži, prima i širi obaveštenja i ideje bilo kojim sredstvima i bez obzira na granice. ‘’ (Član 19.) ,,Svako ima pravo da učestvuje u upravljanju javnim poslovima svoje zemlje, neposredno ili preko slobodno izabranih predstavnika.’’ (Član 21.)
Međunarodni pakt o građanskim i političkim pravima - ,,1. Niko ne može biti uznemiravan zbog svoga mišljenja. 2. Svako ima pravo na slobodu izražavanja; to pravo podrazumeva slobodu traženja, primanja i širenja obaveštenja i ideja svake vrste, bez obzira na granice, bilo usmeno, pismeno, putem štampe ili u umetničkom obliku, ili ma kojim drugim sredstvom po svom izboru.’’ (Član 19.)

### Nacionalni okvir
Ustav Republike Srbije - ,,Jemči se sloboda mišljenja i izražavanja, kao i sloboda da se govorom, pisanjem, slikom ili na drugi način traže, primaju i šire obaveštenja i ideje.’’ (Sloboda mišljenja i izražavanja, član 46. Ustava Republike Srbije)
,,Svako ima pravo da, sam ili zajedno sa drugima, upućuje peticije i druge predloge državnim organima, organizacijama kojima su poverena javna ovlašćenja, organima autonomne pokrajine i organima jedinica loalne samouprave i da od njih dobije odgovor kada ga traži. Zbog upućivanja peticija i predloga niko ne može da trpi štetne posledice. Niko ne moše da trpi štetne posledice za stavove iznete u podnetoj peticiji ili predlogu, osim ako je time učinio krivično delo.’’(Pravo na peticiju, član 56.)
Nakon Ustava, kao najvišeg državnog akta, sledeći nivo pružanja garancija slobode medija, i udruživanja i participaciju građana putem medija obezbeđuju zakoni, odnosno najopšti medijski akt među njima - Zakon o javnom informisanju i medijima (ZJIM), koji se na samom početku, kroz načela i ciljeve samog zakona propisuje da je javno informisanje slobodno i ne podleže cenzuri, da javnost ima pravo i interes da bude informisana o stvarima od opšteg interesa.

### Digitalni aktivizam u svetu
Praksu sajber aktivizma, u modernoj formi, možda je otvorio dr Daniel Mergara, Gabonski naučnik i aktivista koji živi u Nju Džersiju. 1998. Stvorio je internet stranicu na francuskom jeziku čije je ime Bongo Doit Partir Архивирано на веб-сајту  (7. август 2019) koja je jasno ukazivala na njegovu misao: podsticala je na revoluciju protiv tadašnjeg režima 29-ogodišnjeg Omara Bongo u Gabonu.
Kao najbolji i najmoderniji primer učešća građana u donošenju odluka neposredno preko interneta svakako se najviše istakao Pablo Soto, programer iz Španije sa svojom aplikacijom ,,Decide Madrid’’. Platforma je zasnovana je na tome da uključi građane u donošenje političkih odluka. To je platforma sa čak 400.000 korisnika na teritoriji Madrida. Funkcioniše po principu da svaki korisnik može da predloži  ideju, i ukoliko je podrži jedan odsto populacije grada, ideja odlazi na referendum. Građanima je omogućeno da na četiri načina učestvuju u lokalnim politikama. To su, predlaganje koje uključuje davanje ideja za rešavanje problema, kao i njihovo izglasavanje, potom konsultovanje, tj. davanje mogućnosti da se iznose  mišljenja i da se glasa  o vladinim procedurama, omogućena je i debata koja ne dovodi do direktnog donošenja odluka, ali se na ovaj način podstiče aktivnost korisnika. Građani mogu čak da glasaju i o budžetu, tačnije kako da se njegov jedan deo ( 100.000 miliona eura) iskoristi. Ova aplikacija propagira transparentnost vlasti i dostupnost javnih politika građanima.

### Digitalni aktivizam u Srbiji
,,Internet u Srbiji se danas često koristi i u svrhe građanskog aktivizma. Aktivističku svrhu interneta u Srbiji prvo su prepoznale političke stranke i samonikli društveni pokreti, a potom i različita formalna ili neformalna udruženja građana.’’ Građani Srbije mlađi od trideset godina podjednako su spremni da se uključe u inicijative pokrenute u virtuelnom kao i u stvarnom svetu, dok su stariji od trideset godina skloniji angažovanju u realnom okruženju.
,,Internet nije samo sredstvo koje se koristi u organizaciji aktivizma, već je i prostor na kojem se odvija specifičan online aktivizam. Tu se mogu identifikovati dve grupe aktivista. „Aktivni učesnici“ natprosečno praktikuju sve vrste online aktivizma, od učestvovanja na forumima, preko blogova i aktivnosti na društvenim mrežama. Najčešće su u pitanju studenti koji ne prate tradicionalne medije, već su im osnovni izvor informisanja digitalne platforme kojima mahom pristupaju putem mobilnih telefona.’’ Istraživanje koje je usmereno na protest protiv diktature koje je sprovela ,,SeConS’’ grupa (SeConS grupa za razvojnu inicijativu je nezavisna organizacija stručnjaka, osnovana sa ciljem da doprinese dugoročnom socio-ekonomskom razvoju i poboljšanju životnih uslova pojedinaca i društvenih grupa u Srbiji i regionu) pokazuje da je najmanje polovina učesnika poziva za protest dobila preko društvenih mreža.
U Srbiji je naročito popularno digitalno učešće preko onlajn peticija. Neke od njih su: ,,Peticija protiv gradnje gondole na Beogradskoj tvrđavi’’, ,,Zaustavimo seču šume u nacionalnom parku Fruška Gora’’, ,,Peticija protiv izgradnje MHE na reci Pčinji i njenih pritoka’’.

## Spoljašnje veze
- Digital activism